# Belagerung von Wismar (1711)
1. Phase: Schwedische Dominanz (1700–1709)
Dänischer Kriegsschauplatz (1700)
Humlebæk • Tönning I 
Livländ./ Estnischer Kriegsschauplatz (1700–1708)
Riga I • Jungfernhof • Varja • Pühhajoggi • Narva • Petschora • Düna • Rauge • Erastfer • Hummelshof • Embach • Tartu • Narva II • Wesenberg I • Wesenberg II
Ingermanländ./ Finnischer Kriegsschauplatz (ab 1701)
Archangelsk • Ladogasee • Nöteborg • Nyenschanz • Newa • Systerbäck • Petersburg • Wyborg I • Porvoo • Newa II • Koporje II • Kolkanpää
Litauisch-weißrussischer Kriegsschauplatz (1702–1706)
Vilnius • Saladen • Jakobstadt • Gemauerthof • Mitau • Grodno I • Olkieniki • Njaswisch • Klezk • Ljachawitschy
Polnischer Kriegsschauplatz (1702–1706)
Klissow • Pułtusk • Thorn • Lemberg • Warschau • Posen • Punitz • Tillendorf • Rakowitz • Praga • Fraustadt • Kalisch 
Russischer Kriegsschauplatz (1708–1709)
Grodno II • Golowtschin • Moljatitschi • Rajowka • Lesnaja • Desna • Baturyn • Koniecpol • Weprik • Opischnja • Krasnokutsk • Sokolki • Poltawa I • Poltawa II
2. Phase: Schweden in der Defensive (1710–1721)
Baltischer und Finnischer Kriegsschauplatz (bis 1714)
Riga II • Wyborg II • Pernau • Kexholm • Reval • Hogland • Pälkäne • Storkyro • Nyslott • Hanko 
Schwed./Norwegischer Kriegsschauplatz (1710–1721)
Helsingborg • Køge-Bucht • Bottnischer Meerbusen • Frederikshald I • Dynekilen-Fjord • Göteborg I • Strömstad • Trondheim • Frederikshald II • Marstrand • Ösel • Göteborg II • Södra Stäket • Grönham • Sundsvall
Norddeutscher Kriegsschauplatz (1711–1716)
Elbing • Wismar I • Lübow • Stralsund I • Greifswalder Bodden I • Stade • Rügen • Gadebusch • Altona • Tönning II • Stettin • Fehmarn • Wismar II • Stralsund II • Jasmund • Peenemünde • Greifswalder Bodden II • Stresow 
Die Belagerung von Wismar von 1711 bis 1712 ereignete sich im Großen Nordischen Krieg, als eine dänische Armee im Pommernfeldzug von 1711/1712 die schwedische Festung Wismar weiträumig blockierte. Der erste Belagerungszustand begann am 17. August 1711 und endete mit dem Abzug des dänischen Korps unter Generalleutnant Jørgen Rantzau am 19. Januar 1712. Erneut wurde Wismar vom 14. Juli 1712 bis zum 7. November 1712 von einem dänischen Korps ebenfalls erfolglos belagert.

## Verlauf

Befestigungsanlage um 1716

Die dänische Hauptarmee marschierte im Feldzugsjahr 1711 über Holstein nach Wismar. Sie bestand zu diesem Zeitpunkt aus 13.000 Mann Infanterie und 11.000 Mann Kavallerie. Dort hinterließ sie am 17. August 1711 ein 6000 Mann starkes dänisches Einschließungskorps unter Generalleutnant Hans Christoph von Schönfeldt und marschierte weiter nach Stralsund, um die dortige Festung gemeinsam mit einer russisch-sächsischen Armee zu belagern.
Das Korps bestand aus zwei Infanteriebataillonen und 28 Kavallerieschwadronen. Die schwedische Garnison bestand aus bis zu 5.000 Mann, die sich auf ein Dragonerregiment und vier Infanterieregimenter verteilten und von dem schwedischen General Martin Simon Schoultz von Ascheraden geführt wurde.
Die dänische Abteilung befand sich in einem schlechten Zustand und sank durch Desertion und Krankheiten auf nur noch 4.000 Mann. Generalleutnant Rantzau schwächte seine Kräfte zudem durch die Entsendung von weiteren 1.000 Mann nach Rostock und Lübeck für Fourageunternehmungen. Dieses kleine Korps war dadurch nicht in der Lage, eine wirksame Blockade der Festung durchzuführen. Ein dänisches Kriegsschiff blockierte von Seeseite her den Zugang zur Ostsee. Zum 1. Oktober Generalleutnant übernahm Jørgen Rantzau das Kommando der Einschließungstruppen und löste den erfolglosen Schönfeldt ab. Zu dem Zeitpunkt bestanden die Truppen fast nur noch aus Kavallerie.
Am 5. Dezember 1711 griff der Verteidiger der Festung, Generalmajor Martin Schultz von Ascheraden, mit seinen vorhandenen Kräften das dänische Lager bei Lübow an. Dieser Angriff wurde den Schweden aber zum Verhängnis. Die Dänen sammelten sich schneller als gedacht, und der Rückzug der Festungsbesatzung artete zur regellosen Flucht aus. Nur die Bassewitzschen Dragoner und 87 Infanteristen entkamen dem Gefecht bei Lübow in die Stadt, den übrigen wurde der Rückweg abgeschnitten. 478 Gefallene und über 2000 Gefangene waren der Verlust der Besatzung, die mit den verbleibenden nur 450 diensttauglichen Mannschaften nicht einmal die wichtigsten Festungswerke besetzen konnte. Da die Dänen aber nur über Kavallerie verfügten, konnte die Festung trotzdem nicht genommen werden.
Auch ein Bombardement von Wismar, das vom 29. Dezember bis zum 2. Januar dauerte, blieb ohne Wirkung. Es konnte wegen Munitionsmangels nicht fortgesetzt werden. Auch fehlte es an Infanterie, die Breschen in der Festung zu stürmen. Dazu erhielt die Festung in diesen Tagen Verstärkung durch das von See zugeführte schwedische Regiment Croneberg, insgesamt 2000 Mann. Als am 19. Januar 1712 die dänische Armee nach Aufgabe der Belagerung von Stralsund, südlich von Wismar nach Holstein zurückmarschierte, um dort das Winterquartier aufzuschlagen, schloss sich ihr das Rantzausche Korps an.
Erneut wurde Wismar am 14. Juli 1712 von Rantzaus Truppen eingeschlossen, aber mit noch geringerem Erfolg als im Vorjahr. Die schwedischen Dragoner konnten in die blockierte Festung ein- und ausreiten. Vor der anmarschierenden Armee von Magnus Stenbock ging Rantzau mit seinem kleinen Korps am 7. November nach Holstein zurück.